# Сержпутовский, Александр Казимирович
Алекса́ндр Казими́рович Сержпуто́вский (21 июня 1864, д. Белевичи Слуцкого уезда — 5 марта 1940, Ленинград) — белорусский этнограф, фольклорист, языковед, публицист.

## Биография
В 1884 окончил Несвижскую учительскую семинарию, после чего работал учителем на Мозырщине и Случчине (1884—1893), в минском отделении Крестьянского поземельного банка и Минском почтово-телеграфном ведомстве (1893—1896). В 1896—1906 сотрудник петербургского почтамта. В 1904 окончил Петербургский археологический институт. В 1906—1930 служащий этнографического отдела Русского музея. Действительный член Инбелкульта (1925).
В 1916 году собрал первые сведения о гинухском языке в Дагестане.
Проводил большую исследовательскую, научно-педагогическую и общественную работу: возглавлял подкомиссию в Комиссии по составлению этнографических карт и изучению национального состава населения России при АН, аналогичную комиссию при Русском географическом товариществе (1922—1923), преподавал в рабочем воскресном университете (1919—1920), белорусской школе в Петрограде.

## Творчество
По поручению Русского музея собрал в Белоруссии богатый этнографический и фольклорный материал. Автор очерка «Белорусы-полешуки» (1908), в котором описаны постройки, быт, обычаи и верования крестьян Мозырщины и Слутчины. Исследовал земледельческие орудия труда, бортничество, обычаи сябрины, толоки и др. («Очерки Белоруссии», 1907—1909; «Земледельческие орудия белорусского Полесья», 1910; «Бортничество в Белоруссии», 1914).
Издал сборники «Сказки и рассказы белорусов-полешуков» (1911), «Сказки и рассказы белорусов из Слуцкого уезда» (1926), «Суеверия и предрассудки белорусов-полешуков» (1930). В разгар борьбы с белорусскими национал-демократами книга была признана «нацдемовской» и изъята из публичного доступа по приказу начальника Главлита БССР Фролова.
Сохранился рукописный сборник «Белорусские песни» с 53 текстами, записанными в конце 1890-х в Мозырском повете. Изучал диалекты белорусского языка. На белорусский язык перевёл несколько стихотворений Т. Шевченко. В журнале «Чырвоны шлях» публиковал очерки «Малюнки Беларуси».
Рукописи Сержпутовского хранятся в Музее этнографии (Санкт-Петербург), НАН Беларуси, Русском музее.

## Награды
Награждён малой золотой медалью Русского географического общества за сборник белорусских пословиц со словарем (сохранилась часть рукописи), подготовленный к печати в 1908 году.

## Память
- В честь А. К. Сержпутовского названа одна из улиц в д. Переволоки Ганцевичского района Брестской области.
- На месте хутора вблизи д. Переволоки Ганцевичского района Брестской области, в котором с 1864 по 1885 годы жил Александр Казимирович Сержпутовский, установлен памятный знак в виде постамента с установленным на него валуном с мемориальной табличкой (2003). Размещён в урочище Шарпутовщина в 3 км на северо-восток от деревни Чудин и в 2,5 км на юг от деревни Переволоки.
- В Ганцевичах на Аллее письменности на памятном знаке, выполненном в форме свитка, указаны имена знаменитых писателей и поэтов Ганцевичского края, одно из которых имя А. К. Сержпутовского.